# Замок Ліснакулліа
Замок Ліснакулліа (англ. Lisnacullia Castle) — один із замків Ірландії, розташований в графстві Лімерік, на захід від селища Раткейл. Замок побудований приблизно в 1460—1480 роках ірландським кланом Мак Шегі. Ці землі на той час контролювали графи Десмонд — одна з гілок Фіцджеральдів. Клан Мак Шігі був тісно зв'язаний з графами Десмонд. Під час повстання Десмондів в 1569—1573 та в 1579—1583 роках замок був захоплений Томасом Кауном в 1579 році. У 1620 році замком володів Донох О'Браєн — IV граф Томонд, один із найвпливовіших ірландських лоялістів того часу. У 1655 році замком заволодів сер Едвард Фіцджеральд.